# Lithocarpus damiaoshanicus
Lithocarpus damiaoshanicus C.C.Huang & Y.T.Chang – gatunek roślin z rodziny bukowatych (Fagaceae Dumort.). Występuje naturalnie w południowo-wschodnich Chinach – w regionie autonomicznym Kuangsi. 

## Morfologia
PokrójZimozielone drzewo dorastające do 5–9 m wysokości.
LiścieBlaszka liściowa jest skórzasta i ma lancetowaty lub podłużny kształt. Mierzy 5,5–13 cm długości oraz 2–6 cm szerokości, jest całobrzega, ma klinową lub zbiegającą po ogonku nasadę i spiczasty lub sierpowaty wierzchołek. Ogonek liściowy jest owłosiony i ma 15–20 mm długości.
OwoceOrzechy o kształcie bąka, dorastają do 15 mm średnicy. Osadzone są pojedynczo w miseczkach w kształcie bąka, które mierzą 20–25 mm długości i 20–30 mm średnicy. Orzechy otulone są w miseczkach do 80–100% ich długości.

## Biologia i ekologia
Rośnie w wiecznie zielonych lasach. Występuje na wysokości od 1500 do 1900 m n.p.m. Kwitnie od listopada do grudnia, natomiast owoce dojrzewają od października do grudnia.